# Gradišće (Zenica)
Pour les articles homonymes, voir Gradišće.
Gradišće (en cyrillique : Градишће) est une localité de Bosnie-Herzégovine. Elle est située sur le territoire de la ville de Zenica, dans le canton de Zenica-Doboj et dans la fédération de Bosnie-et-Herzégovine. Selon les premiers résultats du recensement bosnien de 2013, elle compte 3 037 habitants.
Avant 1991, la localité était rattachée à celles de Jokovići et de Pridražići ; depuis 1991, elle est recensée comme une entité administrative à part entière.

## Géographie
La localité est située au bord de la rivière Bosna, un affluent de la Save.

## Démographie

### Évolution historique de la population dans la localité
| 1948 | 1953 | 1961 | 1971 | 1981 | 1991  | 2013  |
| ---- | ---- | ---- | ---- | ---- | ----- | ----- |
| -    | -    | -    | -    | -    | 2 814 | 3 037 |

|  |